# باغ لاله‌های گچسر

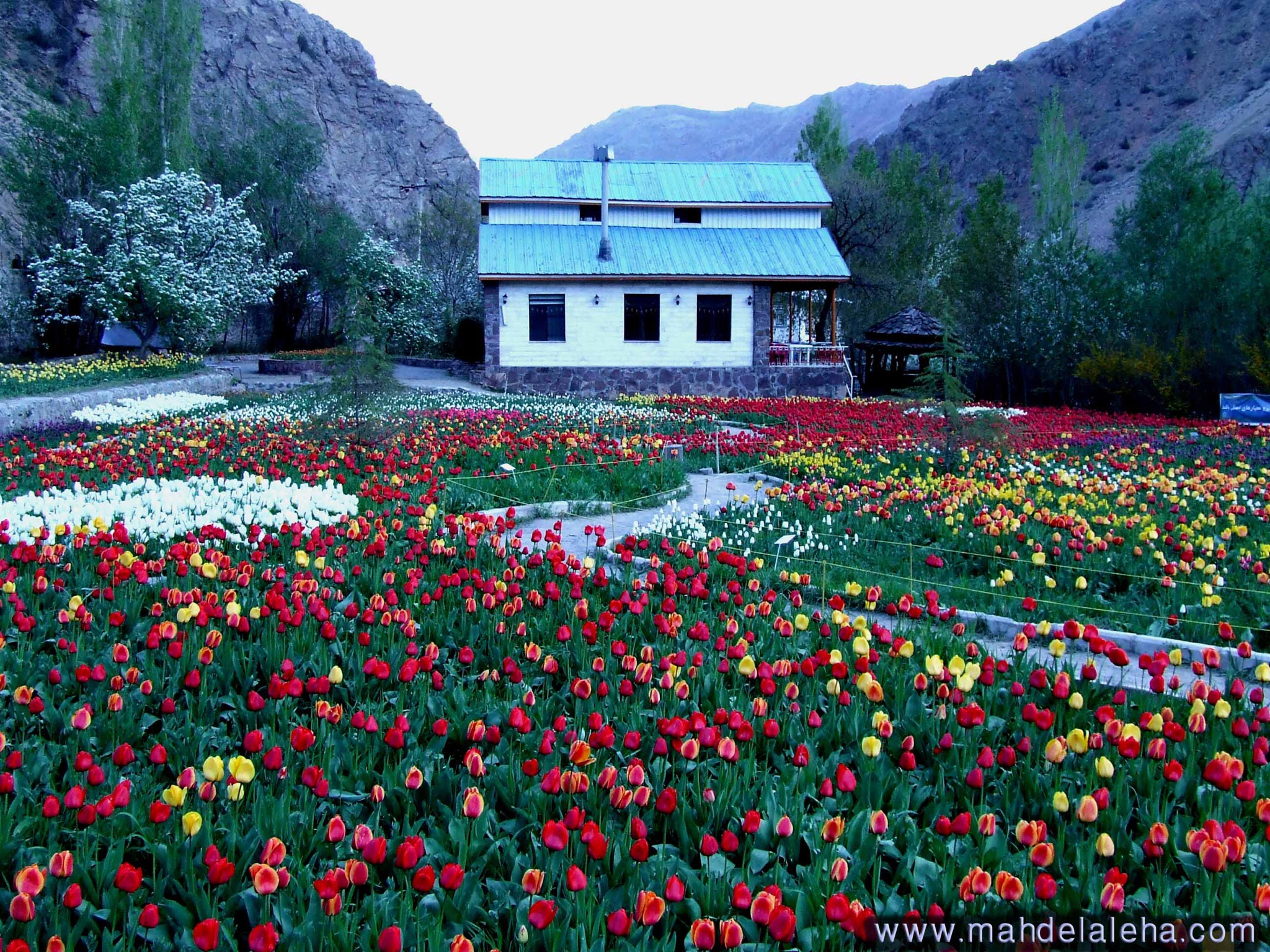

باغ لاله‌ها مجموعه‌ای یک هکتاری است که در بخش آسارا واقع در استان البرز و در کیلومتر ۵۴ جاده کرج چالوس و کمی قبل تر از پیست اسکی دیزین قرار دارد، باغ لاله‌های کرج دارای انواع مختلفی از گونه‌های لاله جهان است، این باغ در سال ۱۳۶۰ احداث گردید و همه ساله تعداد کثیری از گردشگران داخلی و خارجی از این باغ بازدید به عمل می‌آورند.
طبق آمار سال ۹۰ بالغ بر ۶۰۰٫۰۰۰ گردشگر طی ۲ هفته از این باغ دیدن کردند.
لاله از دیرباز مورد توجه ایرانیان بوده و هست و نشان آن را در سروده‌ها و اشعار شعرای نامی ایران زمین می‌توان یافت.
همه ساله در اواسط اردیبهشت ماه و به مدت ۲ هفته در باغ لاله‌ها بر روی هزاران نفر از مشتاقان طبیعت و گردشگری بازمی‌گردد.
بازدید از باغ لاله‌ها به صورت رایگان می‌باشد.

## پیشینه تاریخی
باغ لاله‌ها از حدود ۵۰ سال پیش تحت کشت انواع گل و گیاه قرار داشته لیکن از سال ۱۳۶۰ صرفاً به تولید لاله و نمایش آن به صورت عمومی اختصاص دارد.
از زمان تأسیس این باغ به اسامی متعددی نامیده شد از جمله نامهای این باغ می‌توان به باغ لاله، باغ لاله‌ها، باغ لاله‌های گچسر، باغ لاله‌های کرج، باغ لاله‌های البرز اشاره کرد.

## جشنواره لاله‌ها

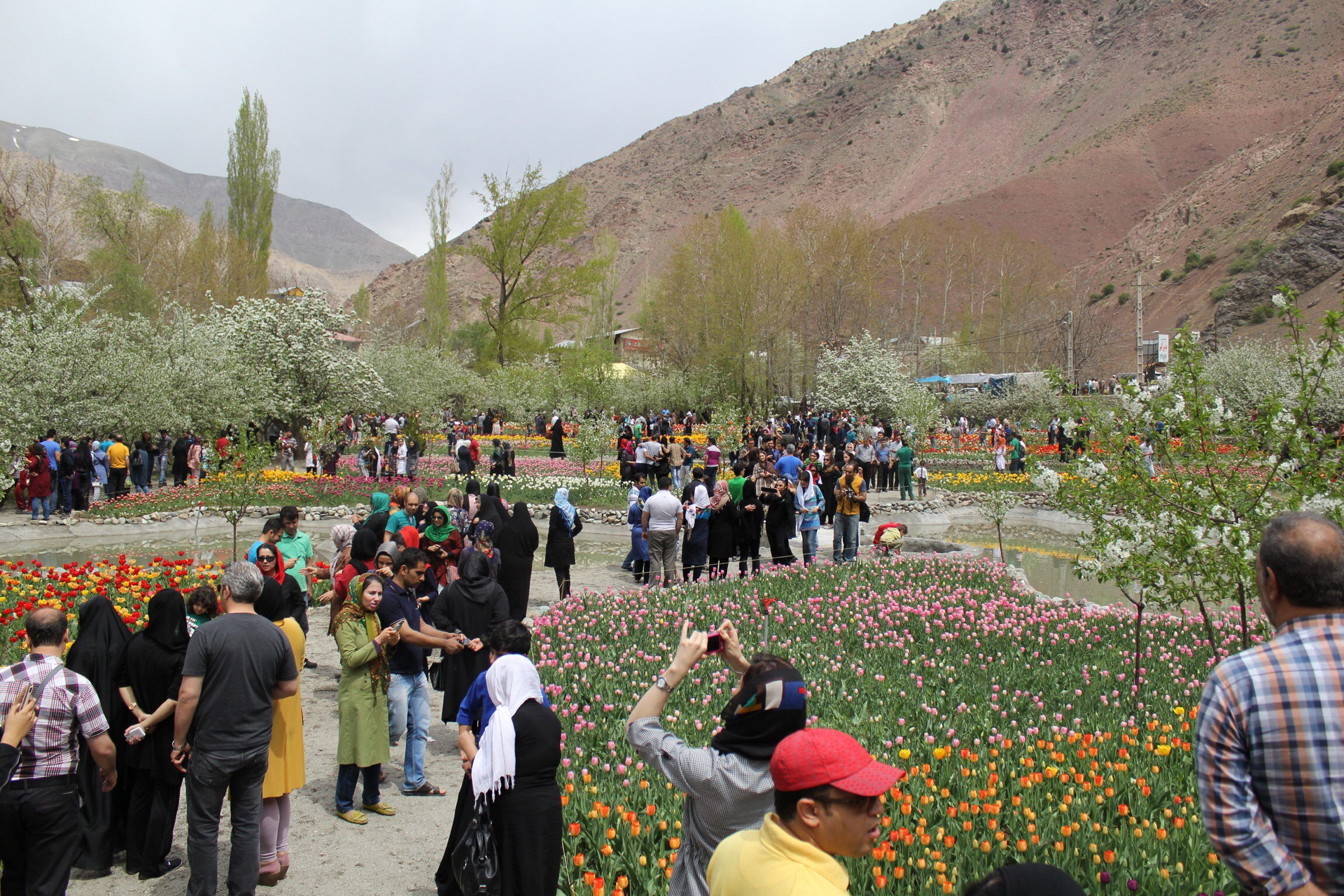
باغ لاله‌ها

روز نخست گشایش در باغ لاله‌ها تحت عنوان جشنواره لاله‌ها و باحضور مسئولین کشوری و استادان دانشگاه‌ها و مردم عادی نام‌گذاری گردیده.
همزمان با گشایش باغ لاله‌ها نمایشگاه کتاب و صنایع دستی استان البرز در مجاورت این باغ برگزار می‌گردد.
نوزده دوره مراسم جشنواره لاله‌ها در این باغ برگزار گردیده‌است.
در چهاردهمین دوره جشنواره لاله ها تمبر یادبود باغ لاله‌ها توسط اداره کل پست استان البرز رونمایی شد.